# جوستين نوكس
جوستين نوكس (بالإنجليزية: Justin Knox)‏ مواليد 13 يناير 1989 في توسكالوسا، هو لاعب كرة سلة أمريكي. بدأ مسيرته الاحترافية في سنة 2011. يلعب مع فورتيتودو بولونيا في الدوري الإيطالي لكرة السلة الدرجة الثانية. يحمل الرقم 24. يبلغ طوله 6 قدم 9 بوصة (2.1 م).

## المسيرة الاحترافية
لعب مع نادي دن هيلدر لكرة السلة في موسم 2013–14، ثم لعب مع كابيتانس دي أرسيبو في سنة 2015، ثم لعب مع فورتيتودو بولونيا في الدوري الإيطالي في سنة 2016.

## روابط خارجية
- جوستين نوكس على موقع كرة السلة الأوروبية.كوم (الإنجليزية)
- جوستين نوكس على موقع كلية كرة السلة في سبورتس رفرنس.كوم (الإنجليزية)
- جوستين نوكس على موقع ريلجم (الإنجليزية)
- جوستين نوكس على موقع بروبوليرز (الإنجليزية)
- جوستين نوكس على موقع سبورتس رفرنس (الإنجليزية)